# Чеве
Че́ве (исп. Chevé) — глубокая пещера (пещерная система), расположенная в горах Сьерра-Хуарес на юге Мексики, штат Оахака.

## Общие сведения
По состоянию на 2021 год нынешний предел исследований в Чеве, в 11,77 км от ближайшего входа, представляет собой одно из самых удалённых мест, когда-либо найденных внутри любой пещеры на Земле. . Температура в пещере составляет 8—11 °C. Пещера была исследована под руководством спелеолога Билла Стоуна.

## История изучения
Чеве была открыта в середине 1980-х годов учёными по имени Билл Фарр (англ. Bill Farr) и Кэрол Визли (англ. Carol Vesely). Её исследованная глубина несколько раз увеличивалась. Сегодня пещера разведана до точки, находящейся на расстоянии девяти километров от входа. Такая большая протяжённость подземных ходов создаёт логистические проблемы и затрудняет изучение системы в глубину, поэтому учёные сконцентрировались на попытках обнаружить промежуточные входы, использование которых облегчило бы попадание людей и грузов к последней базовой станции и ускорило изучение Чеве.
Телевизионный фильм 2022 года «Экспедиция: Глубочайшая пещера» документирует дальнейшее исследование пещеры в 2021 году https://www.imdb.com/title/tt18225736/

## Гипотетическая связь с J2
В 2004 году международная экспедиция открыла пещеру J2 в пяти километрах от Чеве. Перед тем, как обвал хода прервал исследования, учёные успели установить, что новая пещера тянется в сторону старой. В настоящее время экспедиции стараются найти место соединения пещер. Если система действительно окажется единым целым, её глубина составит 2,597 метров, что будет новым мировым рекордом.